# Villers-Tournelle
Villers-Tournelle (picardisch: Vilèr-Tornelle) ist eine nordfranzösische Gemeinde mit 158 Einwohnern (Stand 1. Januar 2022) im Département Somme in der Region Hauts-de-France. Die Gemeinde liegt im Arrondissement Montdidier und gehört zum Kanton Roye.

## Geographie
Die Gemeinde in der Landschaft Santerre liegt an der Départementsstraße D188 abseits größerer Verkehrswege rund 9,5 km westlich von Montdidier auf der Anhöhe zwischen zwei Trockentälern.

## Geschichte
Der Ort wird 1172 erstmals genannt. Gegen Ende des 15. Jahrhunderts ging die Herrschaft von der Familie de la Tournelle auf die de Fransure über.
Um 1760 wurde das Schloss errichtet, das im Ersten Weltkrieg schwer beschädigt wurde. Die 1918 zerstörte Pfarrkirche geht vermutlich auf das 13. Jahrhundert zurück und wurde im 16. Jahrhundert vergrößert. Die Gemeinde erhielt als Auszeichnung das Croix de guerre 1914–1918.

## Einwohner
| 1962 | 1968 | 1975 | 1982 | 1990 | 1999 | 2006 | 2010 |
| ---- | ---- | ---- | ---- | ---- | ---- | ---- | ---- |
| 182  | 135  | 143  | 138  | 108  | 146  | 156  | 161  |

## Verwaltung
Bürgermeister (maire) ist seit 2008 Jean-Marc Gheeraert.